# 台中市公車73路
台中市公車73路目前行駛自統聯轉運站到文英兒童公園，由統聯客運營運。主要行駛於臺灣大道以南之文心路段，路線行經台中商業中心、百貨商圈、轉運大站及學區，為第一期高潛力公車藍線。

## 歷史
- 2002年8月1日：通車上路，由統聯客運營運。本線原為第一期高潛力公車藍線。
- 2004年1月1日：高潛力公車路線給予二位數新編號，藍線改為台中市公車73路。
- 2013年2月6日：於101年台中市公車路線評鑑，被列為6條優等路線之一。[1]
- 2014年4月1日：因應「臺中都會區鐵路高架捷運化計畫CCL331-松竹至大慶段鐵路高架工程」之「文心陸橋拆除」，103年4月1日文心陸橋拆除封閉，至103年5月1日臨時平交道開放通行，期間公車改道三民西路二段、忠明南路、復興北路，由於往南需於三民西路左轉，「文心南三民西路口」改為往北單邊設站，往南新增「三民西文心南路口」臨時站，原中山醫學大學站乘客請於「三民西文心南路口」臨時站下車步行。[2]
- 2015年5月下旬：「中山醫學大學」站往文心南復興北路口方向的站牌往建國北路遷移約80公尺，並設置公車亭。
- 2015年8月15日：增停「福安福順路口」。
- 2016年10月29日：配合「臺中鐵路架化第二階段工程」，臺中火車站往文英兒童公園方向站位遷移至原金莎百貨對面。[3] [4] [5]
- 2017年2月20日：將「文心臺灣大道口」往統聯轉運站方向站位裁撤。[6]
- 2018年10月1日：增停「捷運水安宮站」、「捷運南屯站」、「捷運豐樂公園站」，並將「文心臺灣大道口」、「文心森林公園（文心路）」分別更名為「捷運臺中市政府站」、「捷運文心森林公園站」。
- 2019年1月1日：「臺中火車站」去、回程分別更名為「臺中車站（民族路口）」、「臺中車站（成功路口）」。
- 2019年3月：因特力屋臺中店遷移至他處，「特力屋（臺中店）」更名為「文心南復興路口」。
- 2019年5月1日：取消停靠「五權南忠明南路口」。
- 2019年5月17日：增停「興大忠明南路口」。
- 2019年11月30日：配合繞駛臺中車站，進臺中轉運中心月台停靠，並增設「臺中車站」單邊設站（C月台）。
- 2020年10月20日：配合交通局實行「臺中捷運綠線通車前，捷運沿線公車站名調整」作業，原「捷運市政府站」更名「捷運市政府站(文心路)」、「捷運水安宮站」更名「捷運水安宮站(文心路)」、「捷運文心森林公園站」更名為「捷運文心森林公園站(文心路)」、「捷運南屯站」更名「捷運南屯站(文心路)」、「捷運豐樂公園站」更名「捷運豐樂公園站(文心路)」。
- 2021年1月15日：行駛於臺灣大道三段全線改行駛為優化公車專用道，往文英兒童公園方向取消「朝馬（臺灣大道）」，往統聯轉運站方向取消「台中市政府」改停「市政府（專用道）」，來回方向取消「秋紅谷（朝陽橋）」、「教師新村」、「新光三越」改停「市政府（專用道）」、「新光/遠百（專用道）」。 [7]
- 2021年6月1日：「一心市場」更名為「三民錦新街口」；「三民錦中街口」更名為「一心市場」。
- 2023年8月30日：調整班次發車時刻，平日離峰及例假日發車班距調整為15~30分鐘一班。

## 路線基本資料
單程行車里數約17.6公里，單程行車時間約1小時20分。往文英兒童公園49站，往統聯轉運站47站。
本路自統聯轉運站起，沿著臺灣大道、文心路、高工路、五權南路、忠明南路、興大路、國光路、建成路、台中路、建國路、雙十路、精武路、三民路、興進路到文英兒童公園。

### 時刻表
- 時刻表僅供參考，時刻表更新日期為2025年3月7日。

| 台中市公車73路平/假日時刻列表 | 台中市公車73路平/假日時刻列表                                                              | 台中市公車73路平/假日時刻列表 | 台中市公車73路平/假日時刻列表                                                              |
| ----------------------------- | ------------------------------------------------------------------------------------------ | ----------------------------- | ------------------------------------------------------------------------------------------ |
| 文英兒童公園開時刻            | 文英兒童公園開備註                                                                         | 統聯轉運站（站內）開時刻      | 統聯轉運站（站內）開備註                                                                   |
| 06:00-22:00                   | 平日尖峰時段（06:00-07:00、16:00-17:00）每5-15分鐘一班 平日離峰時股及例假日每15-30分鐘一班 | 06:00-22:00                   | 平日尖峰時段（06:00-07:00、16:00-17:00）每5-15分鐘一班 平日離峰時股及例假日每15-30分鐘一班 |

### 收費
依里程計費，刷電子票證10公里免費

### 停站
參見右側路線圖。

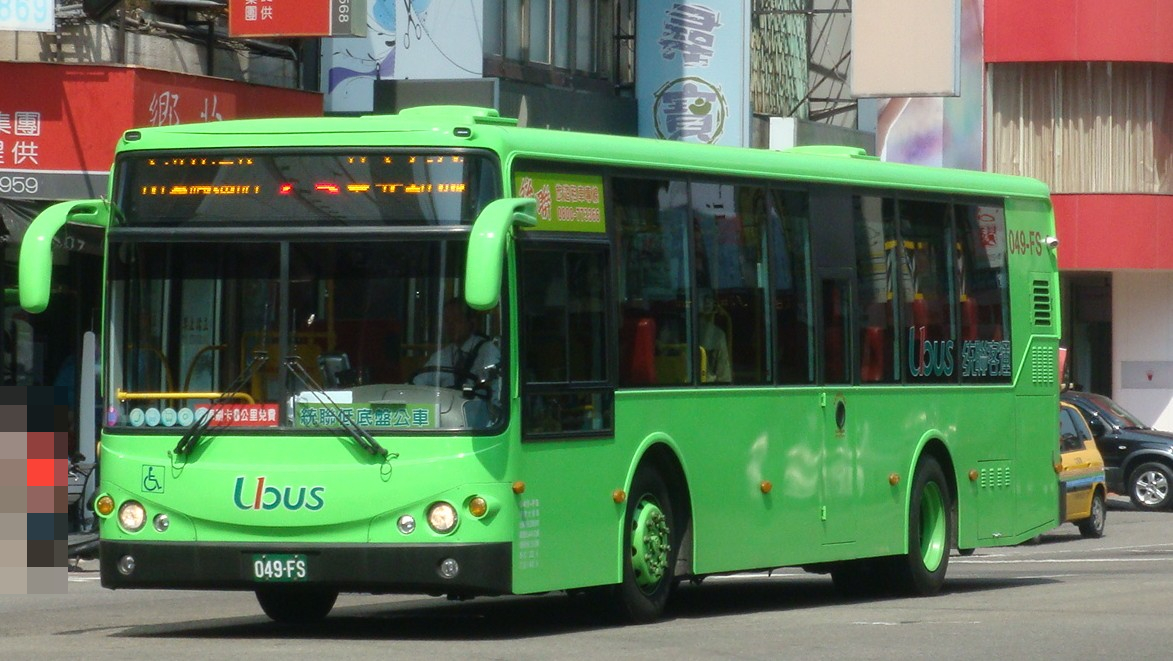
台中市公車73路(台灣中興金龍KL6112U1 2009年 低底盤公車)
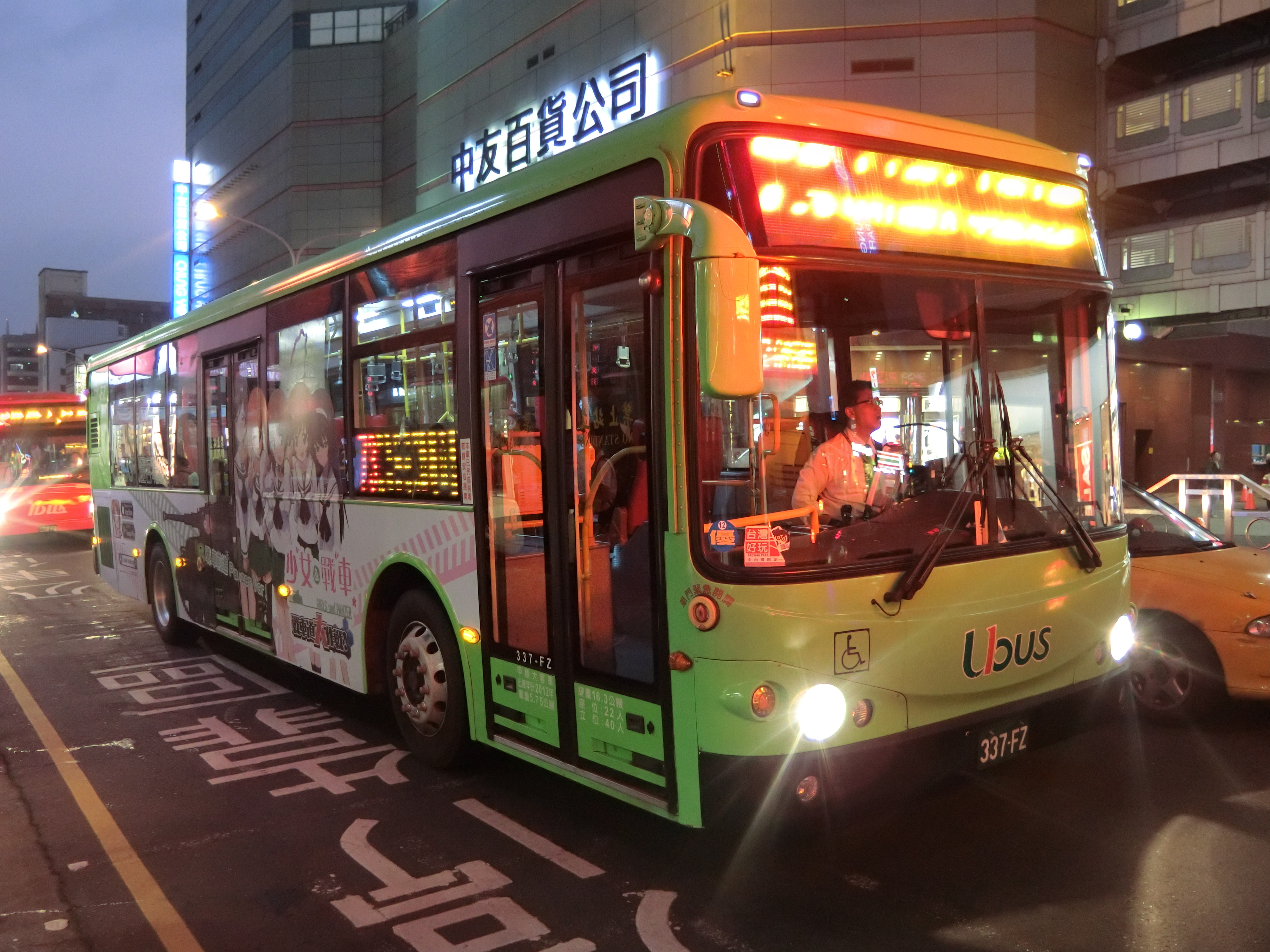
台中市公車73路(台灣中興金龍 KL6112U1 2012年 低底盤公車)